# Segelmacherhandschuh

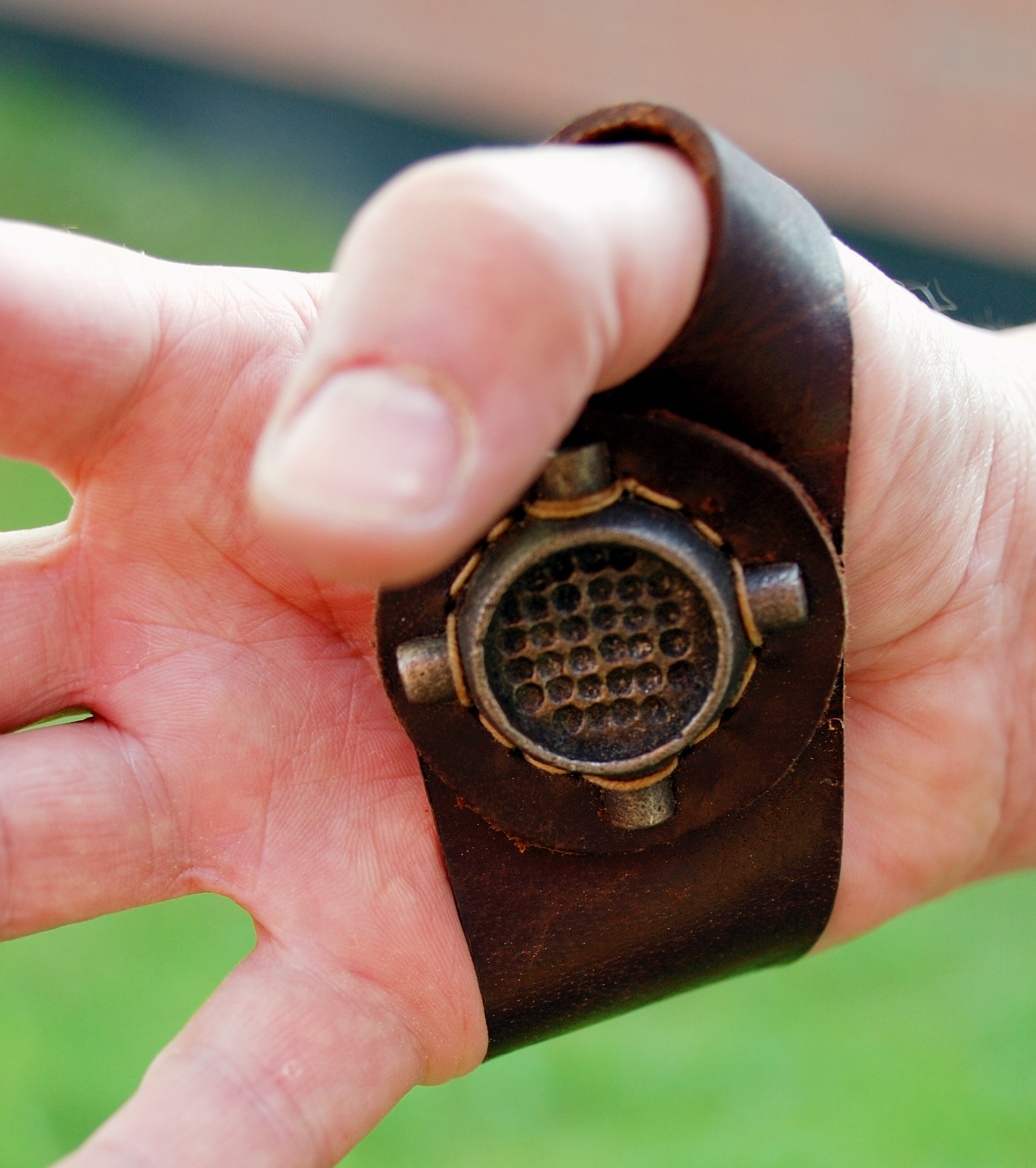
Segelmacherhandschuh

Der Segelmacherhandschuh ist ein Werkzeug des Segelmachers zum Nähen von Segeln, Überzügen und dergleichen aus schwerem Persenningtuch mit der Hand. Teilweise wird er auch Segelhandschuh genannt, ist  aber von der Sportbekleidung „Segelhandschuh“ zu unterscheiden.
Er ist aus starken Lederriemen gefertigt. Man greift mit dem Daumen einerseits und mit der restlichen Hand andererseits hinein. Auf der rückwärtigen Seite in Position des Handballens ist eine starke stählerne Scheibe mit etwa 30 mm Durchmesser eingearbeitet. Sie ist mit karoartigen Vertiefungen versehen. Damit wird ein Abrutschen (Verletzungsgefahr) der dreikantigen Segelnadel beim Durchstechen des Tuchs vermieden und gleichzeitig kann der volle Druck der Hand auf die Nadel ausgeübt werden. Das ist bei dem sehr dicken und steifen Gewebe sehr hilfreich.
Im Prinzip funktioniert der Segelmacherhandschuh wie ein großer Fingerhut, nur dass statt der Fingerspitze der Handballen geschützt wird und so mehr Kraft zum Vorwärtsschieben der Nähnadel eingesetzt werden kann.